# Nader Haghighipour
Nader Haghighipour (* 1967) ist ein in den USA lebender iranisch-US-amerikanischer Astronom, der sich mit planetarer Dynamik, extrasolaren und zirkumbinären Planeten beschäftigt.

## Leben und Leistungen
Haghighipour erhielt 1989 seinen Bachelor of Science in Physik von der Universität Teheran und 1997 seinen Master of Science in Physik über Kosmologie von der University of Missouri. Seine Promotion in Physik schloss er 1999 an der University of Missouri bei Bahram Mashhoon über planetare Dynamik und Bahnresonanz in einem 3-Körper-System ab. Nach Aufenthalten als Postdoktorand an der University of California, Los Angeles, am Department für Physik und Astronomie in Irvine, am Dearborn Observatory der Northwestern University und am Department of Terrestrial Magnetism (DTM) der Carnegie Institution for Science, wechselte er 2004 an das Institut für Astronomie der University of Hawaii, erst als Assistant Astronomer, ab 2010 als Associate Astronomer und seit 2016 als Full Astronomer.
Nader Haghighipour ist Mitglied der American Astronomical Society (AAS), seit 1998 des NASA Astrobiology Institutes (NAI) und der Internationalen Astronomischen Union (IAU). Bei der letzteren war er von 2012 bis 2015 Vizepräsident und ist seit 2015 Präsident der Division F (Planetary Systems and Bioastronomy). 2012 erhielt er ein Forschungsstipendium der Alexander von Humboldt-Stiftung (Humboldt Research Fellowship for Experienced Researchers) um weiter an der Erforschung von Planeten in Doppelsternsystemen zu arbeiten. Das Stipendium beinhaltete auch die Aufenthalte am Max-Planck-Institut für Astronomie in Heidelberg und der Universität Tübingen.

## Werke (Auswahl)
- N. Haghighipour: The Formation and Dynamics of Super-Earth Planets. In: Annual Review of Earth and Planetary Sciences. Band 41, 2013, S. 469–495, doi:10.1146/annurev-earth-042711-105340.
- S. S. Vogt, R. P. Butler, N. Haghighipour: GJ 581 update: Additional evidence for a Super-Earth in the habitable zone. In: Astronomische Nachrichten. Band 333, Nr. 7, 2012, S. 561–575, doi:10.1002/asna.201211707.
- E. Gerlach, N. Haghighipour: Can GJ 876 host four planets in resonance? In: Celestial Mechanics and Dynamical Astronomy. Band 113, Nr. 1, 2012, S. 35–47, doi:10.1007/s10569-012-9408-0.
- G. Anglada-Escudé, P. Arriagada, S. S. Vogt, E. J. Rivera, R. P. Butler, J. D. Crane, S. A. Shectman, I. B. Thompson, D. Minniti, N. Haghighipour, B. D. Carter and C. G. Tinney, R. A. Wittenmyer, J. A. Bailey, S. J. O’Toole, H. R. A. Jones, J. S. Jenkins: A Planetary System around the nearby M Dwarf GJ 667C with At Least One Super-Earth in Its Habitable Zone. In: The Astrophysical Journal Letters. Band 751, Nr. 1, 2012, S. L16, doi:10.1088/2041-8205/751/1/L16.
- S. S. Vogt, R. P. Butler, E. J. Rivera, N. Haghighipour, G. W. Henry, and M. H. Williamson: The Lick-Carnegie Exoplanet Survey: A 3.1 M⊕ Planet in the Habitable Zone of the Nearby M3V Star Gliese 581. In: The Astrophysical Journal. Band 723, Nr. 1, 2010, S. 954–965, doi:10.1088/0004-637X/723/1/954.